# 広橋駅
広橋駅（ひろはしえき）は、かつて鹿児島県薩摩郡薩摩町求名（現・薩摩郡さつま町求名）に設置されていた、日本国有鉄道（国鉄）宮之城線の駅（廃駅）である。
1987年（昭和62年）1月10日、宮之城線の廃止に伴い、廃駅となった。

## 歴史
駅の設置に対しては、中津川村および黒木村からの要望があったとされる。

### 年表
- 1935年（昭和10年）8月28日：薩摩求名駅 - 薩摩永野駅間に開業[1]。旅客のみ取り扱い[1]。
- 1946年（昭和21年）12月1日：荷物の取り扱いを開始[1]。
- 1962年（昭和37年）3月25日：荷物の取り扱いを廃止[1][3]。旅客のみを取り扱う駅員無配置駅となる[4]。
- 1987年（昭和62年）1月10日：宮之城線の全線廃止に伴い、廃駅となる[1]。

## 駅構造
単式ホーム1面1線を有する駅で簡易駅舎を併設していたが、無人駅であった。

## 廃止後の状況
駅跡には、学校給食センターが建っている。そばには、穴川を渡っていた鉄橋の橋台が残っている。

## 隣の駅
日本国有鉄道
宮之城線
薩摩求名駅 - 広橋駅 - 薩摩永野駅